# Barinas (bang Venezuela)
Barinas (tiếng Tây Ban Nha: Barinas) là một bang nằm ở phía tây bắc Venezuela. Thủ phủ của bang là thành phố Maracaibo. Bang Barinas có diện tích 35.200 km² và dân số khoảng 800 nghìn người, là bang đông dân thứ 15 của Venezuela. Bang Barinas giáp với các bang Trujillo, Portuguesa, Cojedes về phía bắc, bang Guarico về phía đông, bang Apure về phía nam, các bang Tachira và Merida về phía tây. Thủ phủ của bang là thành phố Barinas.

## Lịch sử
Trước khi người Tây Ban Nha có mặt tại Venezuela, những cư dân bản địa đã di cư từ vùng rừng Amazon đến sinh sống tại các vùng đồng bằng của nước này, trong đó có bang Barinas.